# Aukuben
Aukuben (Aucuba), auch Goldorangen genannt, sind eine Gattung in der Familie der Garryaceae aus der Ordnung Garryales innerhalb der Bedecktsamigen Pflanzen (Magnoliophyta). Der deutsche Trivialname Goldorangen bezieht sich auf die den Orangenbäumen ähnlichen Blätter und nicht auf die Früchte.

## Beschreibung

### Vegetative Merkmale

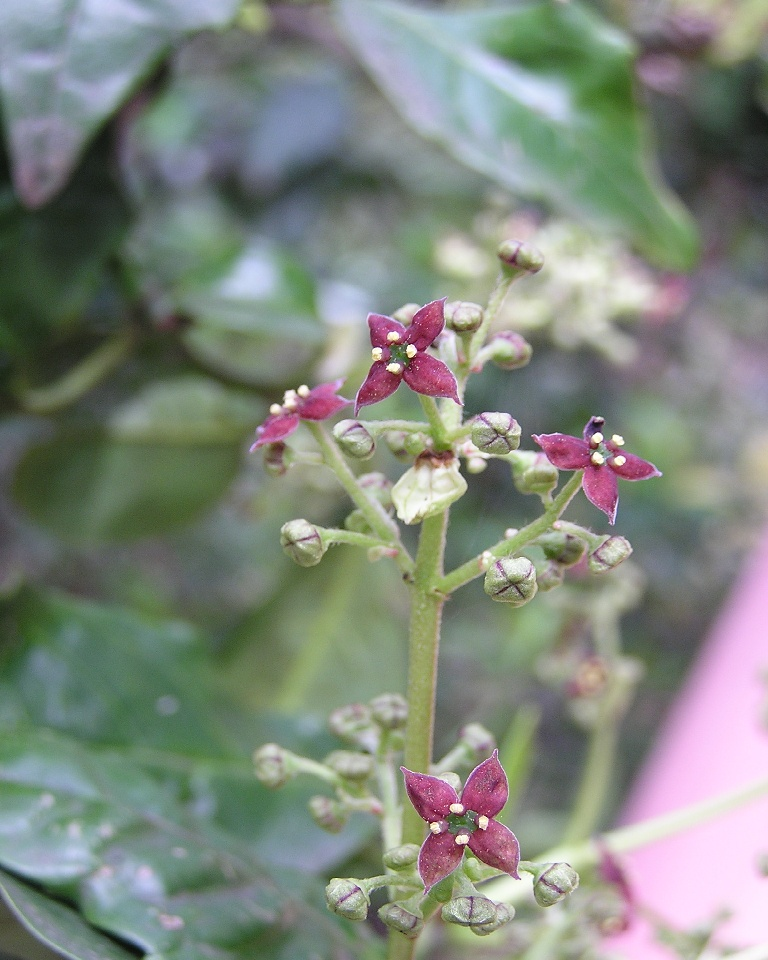
Männlicher Blütenstand einer Japanischen Aukube (Aucuba japonica)

Aucuba-Arten sind immergrüne, verholzende Pflanzen: Sträucher oder Bäume, die Wuchshöhen von 1 bis 10 Metern erreichen. Die Zweige und Äste bleiben oft lange grün, und die Narben von älteren Blättern sind deutlich zu sehen.
Die gegenständigen Laubblätter sind ledrig, einfach, anfangs oft behaart, später glatt und länglich oval. Allerdings schwankt die Blattform und die Behaarung erheblich, teils sogar an ein und derselben Pflanze, so können auch kurz herzförmige Blätter vorkommen. Auch der Blattrand kann fast vollständig ganzrandig bis mit einzelnen großen Zähnen versehen sein. Oft tauchen panaschierte, d. h. gelblich bis weißlich gefleckte Blätter auf.

### Generative Merkmale
Die Aucuba-Arten sind zweihäusig getrenntgeschlechtig (diözisch). Die Blüten sind von Deckblättern umgeben und stehen in endständigen rispigen Blütenständen, welche an den männlichen Pflanzen 7 bis 15 Zentimeter lang sind, an den weiblichen nur 1 bis 5 Zentimeter. Die relativ kleinen Blüten sind radiärsymmetrisch und vierzählig mit doppelter Blütenhülle. Die Kelchblätter sind reduziert oder fehlen. Die vier länglich ovalen und vorne oft fein zugespitzten Kronblätter sind dunkelrot, grünlich oder gelblich. Die männlichen Blüten enthalten vier Staubblätter. Bei den weiblichen Blüten sind ein bis zwei Fruchtblätter zu einem unterständigen Fruchtknoten verwachsen.
Es werden zylindrische bis ovale Steinfrüchte gebildet.

## Systematik und Verbreitung
Die Gattung Aucuba wurde 1783 durch Carl Peter Thunberg in Nova Genera Plantarum, 3, S. 61–62 erstbeschrieben. Typusart ist Aucuba japonica Thunb. Ein Synonym für Aucuba Thunb. ist Eubasis Salisb.
Zu welcher Familie die Gattung Aucuba gehört, wurde lange diskutiert. Sie wurde manchmal in eine eigene Familie Aucubaceae oder in die Familie der Hartriegelgewächse (Cornaceae) gestellt. Aktuell (entsprechend APG III) gehört sie in die Familie Garryaceae.
Das natürliche Verbreitungsgebiet der Aucuba-Arten ist der asiatischen Raum vom Himalaya über die Volksrepublik China, Taiwan bis Japan. Das Zentrum der Artenvielfalt ist China. Alle Arten gedeihen als Unterbewuchs in dichten, schattigen Wäldern.
Viele Autoren rechnen zur Gattung der Aukuben (Aucuba) nur die drei Arten Aucuba chinensis, Aucuba himalaica und Aucuba japonica, welche aber schwierig zu unterscheiden sind, da die Merkmale, die zur Unterscheidung herangezogen werden – die Form und der Rand der Laub- und der Blütenhüllblätter – sehr variabel sind. Andere Autoren, beispielsweise, die der Flora of China unterscheiden bis zu zehn Arten:
- Aucuba albopunctifolia F.T.Wang: Die zwei Varietäten gedeihen in Wäldern in Höhenlagen von 1300 bis 2100 Metern in den chinesischen Provinzen Guangxi, Guizhou, Hunan, Sichuan, westliches Hubei sowie Zhejiang.[3]
- Chinesische Aukube (Aucuba chinensis Benth.): Die zwei Varietäten sind in Myanmar, Vietnam, Taiwan und in den südlichen chinesischen Provinzen Fujian, Guangdong, Guangxi, Guizhou, Hainan, Sichuan sowie Yunnan verbreitet.[3]
- Aucuba chlorascens F.T.Wang: Sie gedeiht in Wäldern in Höhenlagen von 1400 bis 2800 Metern nur in Yunnan.[3]
- Aucuba confertiflora W.P.Fang & T.P.Soong: Sie gedeiht in Wäldern in Höhenlagen von 1000 bis 1600 Metern nur im südöstlichen Yunnan.[3]
- Aucuba eriobotryifolia F.T.Wang: Sie gedeiht in Wäldern in Höhenlagen von 1300 bis 1600, selten bis zu 2400 Metern nur im westlichen Yunnan.[3]
- Aucuba filicauda Chun & F.C.How: Die zwei Varietäten gedeihen in Wäldern in Höhenlagen von 900 bis 1900 Metern in den südlichen chinesischen Provinzen Guangxi, Guizhou, Jiangxi sowie Yunnan.[3]
- Himalaja-Aukube (Aucuba himalaica Hook. f. & Thomson): Die vier Varietäten sind im östlichen Himalaya vom nördlichen Indien, Sikkim, Bhutan bis nördlichen Myanmar und in China weitverbreitet.[3]
- Japanische Aukube, oder Japanische Goldorange genannt, (Aucuba japonica Thunb.): Sie ist gemäßigten Ostasien in Korea, Japan, Taiwan und südlichen Zhejiang verbreitet. Es gibt drei Varietäten.[4] Sorten werden als Zierpflanze in Parks und Gärten genutzt.[3]
- Aucuba obcordata (Rehder) Fu ex W.K.Hu & T.P.Soong: Sie gedeiht in Wäldern in Höhenlagen von etwa 1300 Metern in den südlichen chinesischen Provinzen Guangdong, Guangxi, Guizhou, Hubei, Hunan, Sichuan, südlichen Shaanxi sowie nördlichen Yunnan.[3]
- Aucuba robusta W.P.Fang & T.P.Soong: Sie gedeiht in dichten Wäldern in Tälern in Höhenlagen von 800 bis 900 Metern im chinesischen Autonomen Gebiet Guangxi.[3]

## Bilder

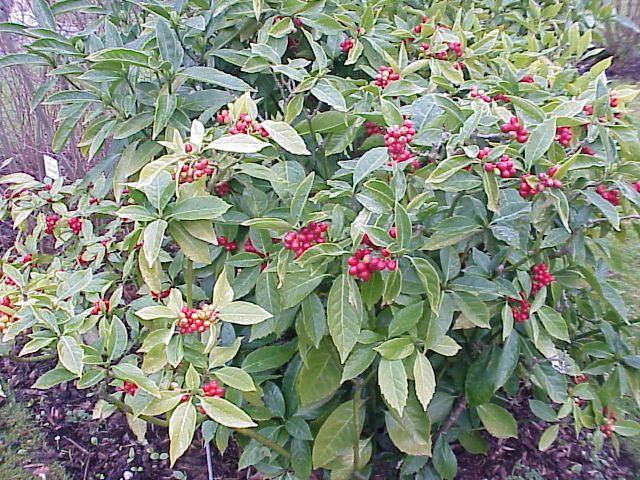
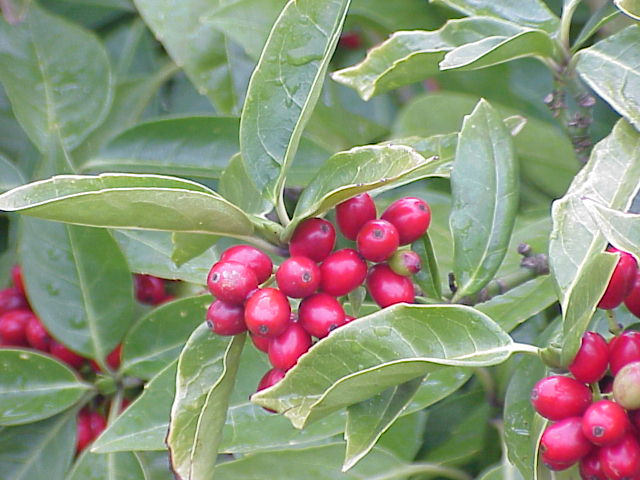

Japanische Aukube (Aucuba japonica): Grüne Form mit Früchten:

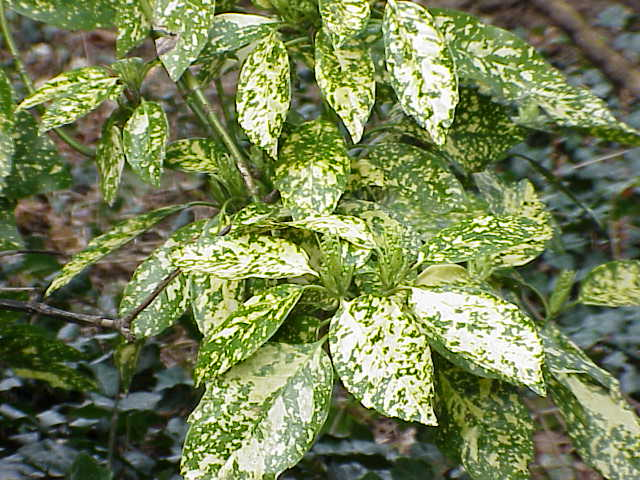
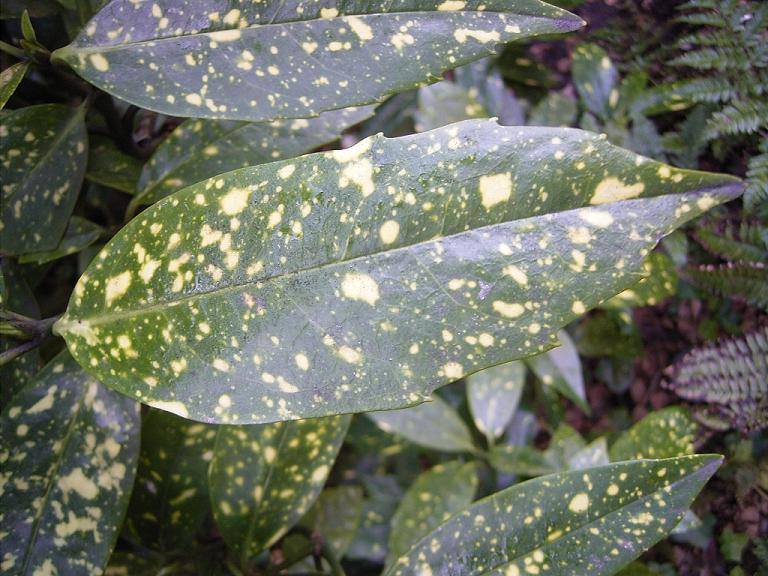

Japanische Aukube (Aucuba japonica cv. ‘Variegata’): Panaschierte (buntblättrige) Form: